# Ruckersfeld
Ruckersfeld is een plaats in de Duitse gemeente Hilchenbach, deelstaat Noordrijn-Westfalen, en telt 111 inwoners (2006).